# CHS

CHS (від англ. Cylinder, Head, Sector) — система адресації сектора (як мінімальної одиниці в операції читання (запису)) дискових накопичувачів ( жорстких магнітних дисків, накопичувачів на гнучких магнітних дисках тощо) заснована на використанні фізичних адрес геометрії диска. Сектор на жорсткому диску адресується кортежем з трьох чисел: циліндр-голівка-сектор, саме так, як цей блок фізично розташований на диску.
Під циліндром (Cylinder) розуміється сукупність доріжок однакового радіусу на всіх магнітних дисках одного жорсткого диска. Контролер жорсткого диска інтерпретує значення в радіус, на який пересувається магнітна головка читання (Head). З кожної магнітної поверхні магнітного диска читання проводить тільки одна головка, отже, вказуючи голівку, ми також вказуємо ту поверхню, з якої слід зчитувати інформацію. Сектор диска, як зрозуміло з геометричного визначення, інтерпретується як діапазон градусів повороту диска.
Очевидно, що така схема погано підходить до не дискових пристроїв зберігання (стрічки, мережеві сховища), тому й не використовується для них. Схема CHS і її розширена версія ECHS використовувалися на ранніх приводах ATA з інтерфейсом ESDI.

## Подальший розвиток
У жорстких дисках обсягом понад 524 Мб з вбудованими контролерами ці координати вже не відповідають фізичному положенню сектора на диску і є «логічними координатами», що зумовило введення нових режимів адресації, спершу Large і в сучасних – LBA.
Механізм логічних адрес (LBA) дозволяє адресувати більш місткі диски. Крім того, диски тепер можна розбити на зони з різним числом секторів, що збільшує щільність запису на зовнішніх циліндрах і забезпечує більш ефективне використання площі пластин. Такий спосіб запису отримав назву ZBR.